# Ainab
Ainab (arabe : عيناب) est un village libanais situé dans le caza d'Aley au Mont-Liban.